# Demetrio I di Georgia
Demetrio I Bagration (in georgiano დემეტრე I?, Demetre I; 1093 – 1156) fu re della Georgia dal 1125 al 1154 e poi dal 1155 al 1156. Conosciuto anche per le sue composizioni poetiche, è venerato come santo dalla Chiesa ortodossa georgiana.

## Biografia
Demetrio era il figlio maggiore del sovrano georgiano Davide IV il Fondatore e della sua prima moglie Rusudan d'Armenia. Come comandante, egli prese parte alle battaglie del padre, in particolare a quelle di Didgori (1121) e Shirvan (1123).
Demetrio succedette a suo padre al momento della morte di quest'ultimo, il 24 gennaio 1125. Alla sua ascesa al trono, i turchi selgiuchidi attaccarono la città armena di Ani, controllata dai georgiani. Demetrio dovette scendere a compromessi e cedette la città ad un governante selgiuchide sotto forma di vassallaggio.
Nel 1130 il sovrano scoprì un complotto di nobili in cui era probabilmente coinvolto anche il fratellastro Vakhtang. Demetrio fece arrestare i cospiratori e in seguito ordinò la condanna a morte di uno dei loro capi, Ioanne Abuletisdze, nel 1138 (o 1145).
Nel 1139 Demetrio I assalì la città di Ganja (nell'odierno Azerbaigian), colpita da un terremoto. Il re portò la porta di ferro della città sconfitta in Georgia, al fine di donarla al monastero di Gelati, nella capitale Kutaisi. A dispetto di questa brillante vittoria, Demetrio riuscì a mantenere il controllo di Ganja solo per pochi anni. In generale, anche se Demetrio non ottenne gli stessi successi di suo padre, la Georgia rimase un forte Stato feudale con un esercito ed un sistema politico ben organizzati, nonché con una vita prospera dal punto di vista culturale ed economico.
Nel 1154, Davide, il figlio maggiore di Demetrio, costrinse quest'ultimo ad abdicare ed a diventare monaco, ricevendo il nome monastico di Damiano. Tuttavia, Davide morì solo sei mesi dopo ed il re Demetrio fu reinsediato sul trono georgiano, anche se per poco tempo poiché nel 1156 spirò. Fu sepolto nel monastero di Gelati, il quale era stato completato proprio sotto il regno del monarca defunto.
Venerato come santo dalla Chiesa ortodossa georgiana, Demetrio I è commemorato il 23 maggio. Fu anche autore di diversi poemi, principalmente a carattere religioso. L'inno "Shen Khar Venakhi" (შენ ხარ ვენახი), dedicato alla Vergine Maria, è la sua opera più celebre.

## Famiglia
Il nome della moglie di Demetrio è ignoto. 
Ebbero cinque figli, due maschi e tre femmine:
- Davide V di Georgia;
- Giorgio III di Georgia;
- Rusudan;
- Una figlia che sposò l'emiro Abu al-Muzaffar di Derbent nel 1130;
- Una figlia che sposò il principe Iziaslav II di Kiev nel 1154.

## Ascendenza
|                       |   |                      | Genitori |  |  | Nonni |  |  | Bisnonni             |  |  | Trisnonni            |  |
|                       |   |                      |          |  |  |       |  |  | Bagrat IV di Georgia |  |  | Giorgio I di Georgia |  |
|                       |   |                      |          |  |  |       |  |  | Bagrat IV di Georgia |  |  | Giorgio I di Georgia |  |
|                       |   | Mariam di Vaspurakan |          |  |  |       |  |  | Bagrat IV di Georgia |  |  |                      |  |
| Giorgio II di Georgia |   |                      |          |  |  |       |  |  | Bagrat IV di Georgia |  |  |                      |  |
|                       |   | Borena d'Alania      | …        |  |  |       |  |  |                      |  |  |                      |  |
|                       |   | Borena d'Alania      | …        |  |  |       |  |  |                      |  |  |                      |  |
|                       |   | Borena d'Alania      | …        |  |  |       |  |  |                      |  |  |                      |  |
| Davide IV di Georgia  |   | Borena d'Alania      |          |  |  |       |  |  |                      |  |  |                      |  |
|                       |   | …                    | …        |  |  |       |  |  |                      |  |  |                      |  |
|                       |   | …                    | …        |  |  |       |  |  |                      |  |  |                      |  |
|                       |   | …                    | …        |  |  |       |  |  |                      |  |  |                      |  |
| Elene di Georgia      |   | …                    |          |  |  |       |  |  |                      |  |  |                      |  |
|                       |   | …                    | …        |  |  |       |  |  |                      |  |  |                      |  |
|                       |   | …                    | …        |  |  |       |  |  |                      |  |  |                      |  |
|                       |   | …                    | …        |  |  |       |  |  |                      |  |  |                      |  |
| Demetrio I di Georgia |   | …                    |          |  |  |       |  |  |                      |  |  |                      |  |
|                       | … | …                    |          |  |  |       |  |  |                      |  |  |                      |  |
|                       | … | …                    |          |  |  |       |  |  |                      |  |  |                      |  |
|                       | … | …                    |          |  |  |       |  |  |                      |  |  |                      |  |
| …                     | … |                      |          |  |  |       |  |  |                      |  |  |                      |  |
|                       |   | …                    | …        |  |  |       |  |  |                      |  |  |                      |  |
|                       |   | …                    | …        |  |  |       |  |  |                      |  |  |                      |  |
|                       |   | …                    | …        |  |  |       |  |  |                      |  |  |                      |  |
| Rusudan d'Armenia     |   | …                    |          |  |  |       |  |  |                      |  |  |                      |  |
|                       |   | …                    | …        |  |  |       |  |  |                      |  |  |                      |  |
|                       |   | …                    | …        |  |  |       |  |  |                      |  |  |                      |  |
|                       |   | …                    | …        |  |  |       |  |  |                      |  |  |                      |  |
| …                     |   | …                    |          |  |  |       |  |  |                      |  |  |                      |  |
|                       |   | …                    | …        |  |  |       |  |  |                      |  |  |                      |  |
|                       |   | …                    | …        |  |  |       |  |  |                      |  |  |                      |  |
|                       |   | …                    | …        |  |  |       |  |  |                      |  |  |                      |  |
|                       |   | …                    |          |  |  |       |  |  |                      |  |  |                      |  |